# دانشگاه خزر

بنیانگذار دانشگاه خزر هملت عیسی‌خانی

دانشگاه خزر اولین دانشگاه خصوصی است که در جمهوری آذربایجان شروع به فعالیت کرده است. این دانشگاه توسط هاملت عیسی‌خانلی تأسیس شده است. وی از سال ۱۹۹۱ تا ششم سپتامبر ۲۰۱۰ ریاست دانشگاه را عهده‌دار بود. از سال ۲۰۱۰ به بعد جان رایدر را به سمت ریاست دانشگاه انتخاب شد.

## پردیسها
دانشگاه خزر دارای سه شعبه در شهرستان باکو است. پردیس نفتچییلر، پردیس آلاتاوا، پردیس بینه قد

## اطلاعات عمومی
بنیانگذار دانشگاه خزر، پروفسور هملت عیسی‌خانلی است. این دانشگاه یکی از اولین دانشگاه‌های خصوصی در شرق اروپا، قفقاز و آسیای مرکزی و آذربایجان است که به سبک غربی اداره می‌شود. دانشگاه خزر در مدت کوتاه توانست تبدیل به یک مرکز پژوهش و آموزش عالی بشود. عیسی‌خانلی در سیستم آموزش عالی که قبلاً تحت حکومت اتحاد جماهیر شوروی شکل گرفته بود و گاهی اوقات فاسد بود، اصلاحات جالب انجام داده دانشگاه خزر را ساخت. 

## اطلاعات علمی
در آذربایجان، دانشگاه خزر در تمام سطوح آموزش به رسمیت شناخته شده است: در دانشکده‌ها برنامه‌های تحصیلی در مقطع کارشناسی، کارشناسی ارشد و دکترا، همچنین در یک مهد کودک و مدارس از جمله مدرسه دنیا برنامه‌های سطح ابتدایی و متوسطه اجرا می‌شود.
در دانشگاه خزر حدود ۲۵۰ استاد و هیئت علمی دارد، که بسیاری از آن‌ها در اروپا و ایالات متحده آمریکا، در کشورهای همسایه مانند ترکیه، ایران، روسیه تحصیل کرده یا آموزش دیده‌اند. زبان اصلی تدریس در خزر انگلیسی است. هدف از این برنامه افزایش فرصت‌های علمی و حرفه‌ای دانش آموختگان و راهنمای آن‌ها برای کار در محیط بین‌المللی جهانی است.
|   | در دانشگاه خزر چهار دانشکده وجود دارد: |
| ۱ | دانشکده مهندسی و علوم کاربردی          |
| ۲ | دانشکده اقتصاد و مدیریت                |
| ۳ | دانشکده علوم انسانی و علوم اجتماعی     |
| ۴ | دانشکده آموزش و پرورش                  |

## دانشکده مهندسی و علوم کاربردی
مقطع کارشناسی، کارشناسی ارشد و برنامه‌های دکترا در زمینه وسیع زیر مطالعه می‌شود:
|    | رشته‌های موجود در دانشکده     |
| ۱  | مهندسی عمران (BS)            |
| ۲  | مهندسی کامپیوتر (BS, MS)     |
| ۳  | علوم کامپیوتر (BS, MS, Ph.D) |
| ۴  | الکترونیک و مخابرات          |
| ۵  | مهندسی نفت و گاز MS), (BS    |
| ۶  | شیمی و مهندسی شیمی (BS)      |
| ۷  | مهندسی زیستی پزشکی           |
| ۸  | تجزیه و تحلیل کاربردی (Ph.D) |
| ۹  | معادلات دیفرانسیل (Ph.D)     |
| ۱۰ | تجزیه و تحلیل سیستم (Ph.D)   |

## دانشکده اقتصاد و مدیریت
|   | رشته‌های موجود در مدرسه:              |
| ۱ | مدیریت بازرگانی                      |
| ۲ | اقتصاد) اقتصاد عمومی یا اقتصاد جهانی |
| ۳ | بازاریابی                            |
| ۴ | مالی                                 |
| ۵ | حسابداری و حسابرسی                   |
| ۶ | مدیریت                               |
| ۷ | اقتصاد بین‌الملل                      |
| ۸ | مدیریت پروژه                         |
| ۹ | سیاست‌های مالی داخلی و امور مال       |

## دانشکده علوم انسانی و اجتماعی
|    | شته‌های موجود در دانشکده\| |
| ۱  | زبان و ادبیات انگلیسی     |
| ۲  | مطالعات منطقه‌ای (BA, MA)  |
| ۳  | روابط بین‌الملل            |
| ۴  | علوم سیاسی                |
| ۵  | روزنامه‌نگاری              |
| ۶  | روزنامه‌نگاری بین‌المللی    |
| ۷  | ترجمه                     |
| ۸  | روان‌شناسی                 |
| ۹  | زبان انگلیسی              |
| ۱۰ | فلسفه اجتماعی             |
| ۱۱ | تاریخ فلسفه               |
| ۱۲ | تاریخ آذربایجان           |
| ۱۳ | تاریخ جهان                |
| ۱۴ | زبان‌های ژرمنی (انگلیسی)   |

## دانشکده آموزش و پرورش
|    | رشته‌های موجود در دانشکده:              |
| ۱  | آموزش و پرورش ابتدایی                  |
| ۲  | ر یاضیات و آموزش کامپیوتر              |
| ۳  | آموزش شیمی                             |
| ۴  | آموزش و پرورش زیست‌شناسی                |
| ۵  | آموزش و پرورش تاریخ                    |
| ۶  | آموزش و پرورش جغرافیا                  |
| ۷  | زبان و ادبیات آذربایجان                |
| ۸  | آموزش و پرورش ادبیات و زبان آذربایجانی |
| ۹  | زبان آذربایجانی                        |
| ۱۰ | ادبیات آذربایجان                       |
| ۱۱ | آموزش زبان انگلیسی                     |
| ۱۲ | آ موزش و پرورش تئوری و تاریخ           |

## گروه علمی
|    | رشته‌های موجود در دانشکده:    |
| ۱  | زبان و ادبیات آذربایجان      |
| ۲  | علوم زیستی                   |
| ۳  | شیمی                         |
| ۴  | مهندسی عمران                 |
| ۵  | علوم کامپیوتر                |
| ۶  | زبان‌های شرقی و مطالعات دینی  |
| ۷  | اقتصاد و مدیریت              |
| ۸  | آموزش و پرورش                |
| ۹  | الکترونیک و مخابرات          |
| ۱۰ | زبان و ادبیات انگلیسی        |
| ۱۱ | جغرافیا                      |
| ۱۲ | تاریخ و باستان‌شناسی          |
| ۱۳ | روزنامه‌نگاری                 |
| ۱۴ | حقوق                         |
| ۱۵ | ریاضیات                      |
| ۱۶ | زبان‌های مدرن و ادبیات تطبیقی |
| ۱۷ | موسیقی و هنرهای زیبا         |
| ۱۸ | مهندسی نفت                   |
| ۱۹ | فلسفه و جامعه‌شناسی           |
| ۲۰ | فیزیک                        |
| ۲۱ | سیاست و روابط بین‌الملل       |
| ۲۲ | روان‌شناسی                    |

## مدرسه دنیا
مدرسه دنیا در سپتامبر سال ۱۹۹۸ تحت نظارت دانشگاه خزر تأسیس شد و متشکل از یک مهد کودک، مدرسه سطح ابتدایی و متوسطه است. در سال ۲۰۰۹ توسط سازمان بین‌المللی بل مدرک دیپلم (IBO) مورد تأیید قرار گرفت و به رسمیت شناخته شده، بدیب وسیله دانش آموزان با دیپلم بین‌المللی و معتبر در سطح جهانی فارغ‌التحصیل می‌شوند. کلاس‌ها به زبان آذربایجانی تدریس می‌شود، زبان روسی و انگلیسی هم به سطح بالا به دانش آموزان آموخته می‌شود.
تلاش مدرسه بر این است که کودکان به جامعه خود و دیگران ارزش قایل شوند و احترام بگذارند و در هر جای دنیا که در آن زندگی می‌کنند، مهارت‌های اخلاقی، اجتماعی و علمی خود را به جامعه نشان دهند.

## نمادها و لوگوها

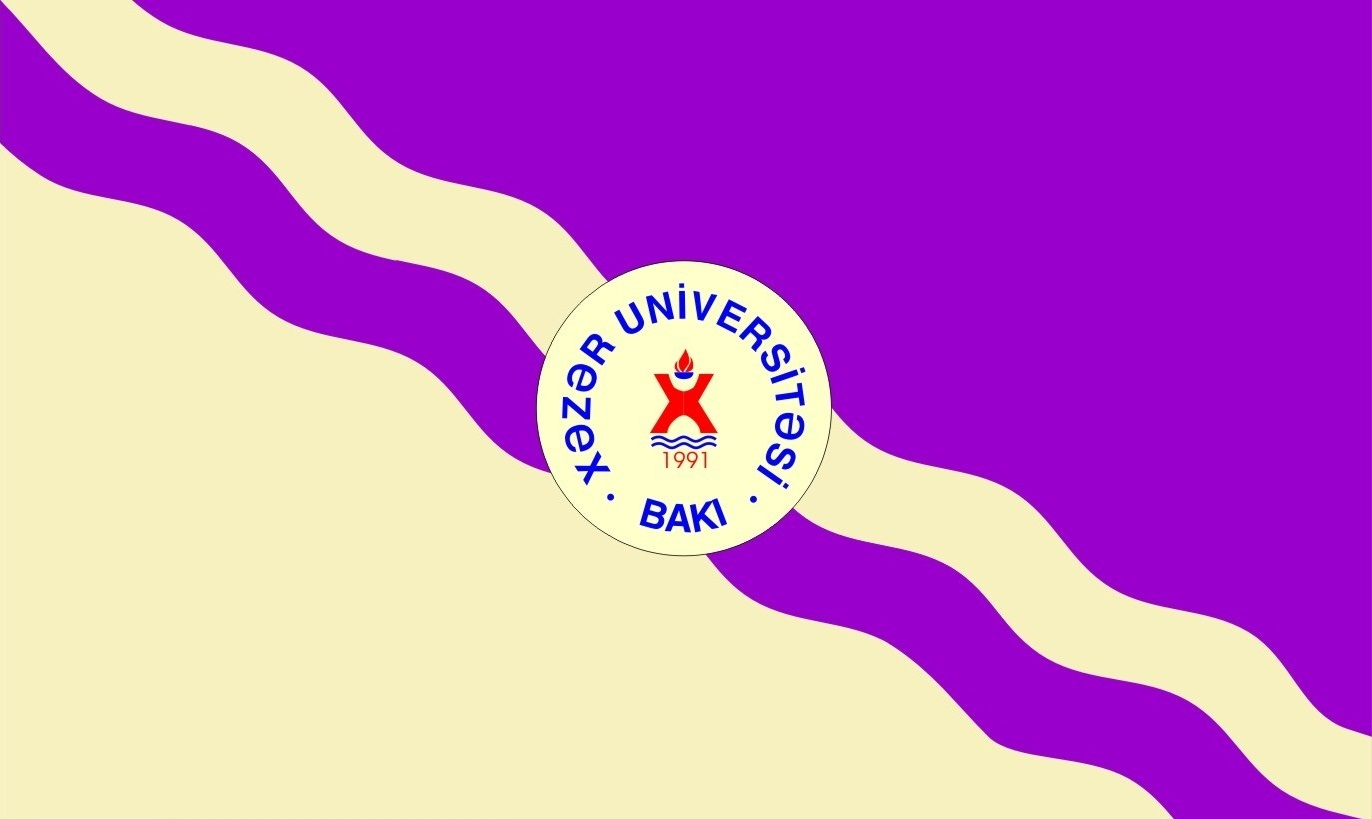

## مراکز و موسسات
در دانشگاه خزر در کنار گروه‌های دانشگاهی مراکز اجرای برنامه‌های بین‌المللی و منطقه‌ای وجود دارد که فعالیتشان بیشتر انجام پژوهش و کار بر روی مسائل مربوط به کشور و منطقه از لحاظ علمی، اقتصادی، سیاسی و سایر زمینه هاست.
- ۱ بخش تحصیلات تکمیلی و پژوهش
- ۲ مرکز اطلاعات کتابخانه دانشگاه خزر
- ۳ مجلس علم و صنعت
- ۴ مرکز آموزش خزر
- ۵ مرکز تحقیقات قفقاز
- ۶ مرکز مطالعات و توسعه
- ۷ مرکز آموزش و پژوهش اقتصاد و کسب و کار
- ۸ مرکز دانشجویان و دانش پژوهان بین‌المللی
- ۹ مرکز تحقیقات مهاجرت
- ۱۰ مراکز مطالعات منطقه
- ۱۱ مرکز اقتصاد سیاسی و توسعه (CEPD)
- ۱۲ مؤسسه سیاست آموزش و پرورش
- ۱۳ مرکز توسعه اشتغال
- ۱۴ مؤسسه سیاسی
- ۱۵ مرکز آموزش حقوقی
- ۱۶ مرکز مطالعات ترجمه خزر
- ۱۷ مرکز تحقیقات محیط زیست
- ۱۸ مرکز صنایع استخراجی دانش اوراسیا
- ۱۹ مرکز آموزش
- ۲۰ مرکز تضمین کیفیت
- ۲۱ دانشکده مدیریت پروژه
- ۲۲ مؤسسه اینترنت خزر
- ۲۳ رسانه‌ها
- ۲۴ مرکز نوآوری دانشگاه خزر
- ۲۵ خزر دانشگاه قرنی
- ۲۶ مشاوره روان‌شناسی و مرکز روان درمانی

## بخش تحصیلات تکمیلی و پژوهش
این بخش، بخش مختصات دانشجویان کارشناسی ارشد و دکتری است که از مراکز عمده‌ای دانشگاه است. در این مرکز دانشجویان می‌توانند برای کلاس‌های در سطح کارشناسی ارشد تحصیل بگیرند، استاد راهنما یا سرپرستان پایان‌نامه تعیین کنند، موضوع رساله تأیید کنند و غیره. بخش تحصیلات تکمیلی، در راه درخواست برای پذیرش به مقطع کارشناسی ارشد و دریافت دیپلم داوطلبان را هدایت می‌کند. علاوه بر این با حفظ روابط دانشجویان فوق لیسانس، برای شرکت آن‌ها در کنفرانس‌ها، سمپوزیوم‌ها و دیگر برنامه‌ها فرصت‌ها فراهم می‌کند.

## مرکز اطلاعات کتابخانه دانشگاه خزر
کتابخانه و مرکز اطلاعات دانشگاه خزر در ساختمان جدید، طبقه پنجم و ششم قرار می‌گیرد. کتاب‌های که در این کتابخانه در اختیار خوانندگان و محققان گذشته شده است از کشورها ی مختلف آورده شده است و اغلب این کتاب‌ها، کتاب‌های درسی مدرن در زمینه‌های مختلف علمی و پژوهش و آموزشی است.
کتابخانه و مرکز اطلاعات خزر، روابط مستقیم با انتشارات دانشگاه کمبریج، انتشارات دانشگاه آکسفورد و AGORA دارد و برای محققان و دانشجویان خود در دسترسی به بعضی کتابخانه‌های دنیا امکاناتی فراهم می‌کند. دانشجویان دانشگاه همچنین به چاپ بیش از ۵۰۰۰ مجله علمی و بیش از ۳۶۰۰ کسب و کار جهان دسترسی دارند. در این کتابخانه بیش از ۲۰۰۰۰۰ نسخه کتاب دارد که اکثر آن کتاب‌ها منابع جدید هستند.

## مجلس علم و صنعت
مجلس علم و صنعت از سال ۲۰۰۶، در این دانشگاه با سرپرستی هملت عیسی‌خانلی برگزار می‌شود. در یک دوره کوتاه نه تنها توجه دانشمندان، معلمان، روشنفکران، هنرمندان و دانشجویان آذربایجان را جلب کرد، بلکه از ایالات متحده، بریتانیا، آلمان، ترکیه، روسیه، ایران، خاورمیانه و آسیای مرکزی، کارشناسان شناخته شده به مجلس علم و صنعت دانشگاه خزر دعوت شدند و در مورد مباحث و موضوعات جالب و عمیق شرکت و سخنرانی کردند. در سال‌های اخیر، دانشمندان، هنرمندان، دانشجویان و روشنفکران زیادی با کمال میل به این مجلس می‌آیند. معمولاً یک یا دو بار در ماه در " مجلس علم و صنعت " برگزار می‌شود و مواد سخنرانی‌ها چاپ می‌شود.

## مرکز آموزش خزر
تحت نظارت دانشگاه خزر مرکز آموزش دارد که خدمات زیر را ارائه می‌دهد:
```
* دوره‌های آموزشی
* دوره‌های کارشناسی ارشد
* دوره‌های زبان خارجه
* دوره‌های آمادگی TOEFL, IELTS, GMAT, GRI, SAT
* دوره‌های کامپیوتر
```

در دوره‌های کامپیوتر و زبان‌های خارجی، پس از اتمام دوره به همه شرکت کنندگان گواهی می‌دهند.

## مرکز تحقیقات قفقاز
در مرکز تحقیقات منابع قفقاز (CRRC) به متخصصان علوم اجتماعی امکان توانایی استفاده از داده‌های ادبیات و اطلاعات را ارائه می‌دهد. این یک مرکزی است که در قفقاز جنوبی در زمینه علوم اجتماعی فعالیت دارد.

## مرکز مطالعات و توسعه
مرکز مطالعات و توسعه دانشگاه خزر با هدف حمایت از فعالیت‌ها و دستاوردهای این دانشگاه تأسیس شد. این مرکز به‌طور مستقیم به رئیس دانشگاه تابع است و بنیان‌گذار مرکز خود با برنامه تصویب شده بر توسعه دانشگاه نظارت می‌کند، و روابط بین اعضای هیئت مدیره، اهدا کنندگان، فارغ التحصیلان، فراهم می‌کند. مرکز مطالعات و توسعه در زمینه‌های زیر عمل می‌کند: جمع‌آوری کمک - روابط فارغ التحصیلان – رابطه با پدر و مادر - رابطه با اهدا کنندگان - مرکز مطالعات و توسعه روابط شرکت و سازمانی و کار در ارتباط با جمع‌آوری اعانه، حوادث، توسعه، پیاده‌سازی و مدیریت را نیز فراهم می‌کند.

## مرکز آموزش و تحقیقات اقتصادی و کسب و کار
این مرکز در زمینه‌های مختلف از اقتصاد و کسب و کار تحقیقات انجام می‌دهد، از بهبود آموزشِ اقتصاد و کسب و کار حمایت می‌کند، انجام برنامه‌های آموزشی در زمینه‌های مختلف سازمان کسب و کار و مدیریت می‌کند. این مرکز به‌طور منظم، در زمینه‌های اقتصادی، امور مالی، بازاریابی، کسب و کارهای کوچک و متوسط، و غیره کارگاه‌های آموزشی برای معلمان دوره متوسطه و کارآفرینان را تشکیل می‌دهند.

## مرکز دانشجویان و دانش پژوهان غیری آذربایجانی
هدف مرکز دانشجویان و دانش پژوهان بین‌المللی کمک به بین‌المللی شدن دانشگاه خزر است. این مرکز به مهمانان که برای آموزش و پژوهش علمی، برای تدریس در دانشگاه و مقاصد دیگری به دانشگاه خزر می‌آیند خدمات کامل ارائه می‌کند. خدمات ارائه شده توسط این مرکز عبارتند از:
- ثبت نام ویزا
- تشکیل ورود مهمانان
- راهنمای برای مسکن
- خدمات مهاجرت

.
کارکنان مرکز در تهیه‌ای کارت اقامت موقت برای خارجی‌ها کمک می‌کنند، و در دوره کوتاه آن‌ها می‌توانند کارت اقامت را بگیرند.

## مرکز سیاست و توسعه اقتصادی
مرکز سیاست اقتصادی و توسعه برای تحقیقات همکاری‌های اقتصادی از جمله تجارت، انرژی، فناوری، و غیره، پژوهش، آموزش و انتشار اطلاعات و رشد اقتصاد جهانی، از جمله توسعه منطقه‌ای و کشور ساخته شده است.

## مؤسسه سیاست آموزش و پرورش
هدف از این مؤسسه:
- آموزش تجربهٔ جهانی در آموزش و پرورش، افزایش کیفیت و کوشش بر روی مشکلات اندازه‌گیری آن؛ * کشف راه‌هایی برای بهبود سیستم آموزش و پرورش و سیاست‌های آموزش و پرورش.
- نظارت جدی روش انتخاب واحد (بولونیا) و کمک به ذینفعان در این زمینه.

## مرکز توسعه اشتغال
مرکز حرفه‌ای استخدام با حمایت بنیاد اوراسیا ایالت متحده تأسیس شد. هدف اصلی این مرکز کمک به دانشجویان سال آخر و فارغ التحصیلان برای موفقیت در کار است.
این مرکز با سازمان‌های مختلف بین‌المللی و محلی و شرکت‌ها حفظ ارتباط می‌کند و اطلاعات در مورد شغل جمع‌آوری می‌کند. در نمایشگاه شغلی برگزار شده توسط مرکز دانشجویان و فارغ التحصیلان با کارفرمایان مستقیم در تماس می‌باشد.
در این مرکز به دانشجویان و فارغ التحصیلان در برنامه‌های مختلف بین‌المللی، از جمله مبادله دانشجویی، کمک هزینه تحصیلی بین‌المللی، و در مورد منابع مالی اطلاعات می‌دهند. کارکنان مرکز در دوره‌های آموزشی مختلف محلی و بین‌المللی شرکت می‌کنند.

## مرکز سیاسی
مؤسسه سیاست دانشگاه خزر با مسایل روابط بین‌المللی تحقیقات سیاست، تجزیه و تحلیل و معامله آموزشی مشغول است. مؤسسه با شرکت مقامات مختلف دولتی، دیپلمات‌ها و دانشمندان به‌طور منظم کنفرانس، سمینارها برگزار می‌کند و همچنین، در بحث شبیه‌سازی بحران کنفرانس‌های دانشجویی تشکیل می‌دهد.

## مرکز آموزش حقوقی
مرکز آموزش حقوق در سال ۲۰۱۳ با هماهنگی کنفدراسیون حقوق آذربایجان و آژانس پیشرفت ایالت متحده (USAİD) تشکیل شد. هدف این مرکز ارائه آموزش در راه حفاظت از حقوق و منافع شهروندان، ترویج توسعه اصلاحات، کمک به مشتریان و افزایش سطح حرفه‌ای حقوقی در زمینه اجرای قانون است. در حال حاضر، سطح علمی در توسعه از وکلای جوان است.

## مرکز مطالعات ترجمه خزر
هدف اصلی این مرکز ترجمه و نشر متون علمی، فنی، هنری، اجتماعی، سیاسی و آثار تاریخی از زبان‌های مختلف به زبان آذربایجانی و ترجمه متون مختلف آذربایجانی به زبان‌های دیگر است. مرکز، در آموزش پژوهش ترجمه، و کارهای آماده‌سازی ترجمه نیز فعالیت دارد.

## مرکز مطالعات محیط زیست
این مرکز با انجام تحقیق و پژوهش برای حفاظت از محیط زیست از طریق توصیه‌های مناسب به سطح ملی و بین‌المللی تحفه‌های خود را می‌دهد. مرکز در مرکز و مناطق مرزی آذربایجان، در کوه‌ها، رودخانه‌ها و حوضه‌های دریاچه تحقیقات انجام می‌دهد.

## مرکز دانش صنایع استخراجی اوراسیا
این مرکز در سپتامبر ۲۰۱۰ تأسیس شد و در مرکز باکو، دانشگاه خزر واقع شده است. عمده‌ترین فعالیت این مرکز افزایش دانش و مهارت سازمان‌های غیردولتی فعال و اعضای رسانه‌ها در زمینه صنایع استخراجی از جمله صنایع نفت، گاز و معدن است.

## مرکز آموزش الکترونیکی
فعالیت این مرکز عبارت از توسعه برنامه‌های آموزشی، دوره‌های آموزش الکترونیکی در گسترش فناوری اینترنت، تسهیل یادگیری استراتژی‌های آموزش آنلاین، نظارت بر روند آموزش آنلاین دانش آموزان است. همچنین به اساتید و دیگر کارکنان دانشگاه آموزش می‌دهند.

## تضمین کیفیت در مرکز آموزش
در سال ۱۹۹۹، مرکز تضمین کیفیت در چارچوب پروژه آموزش و پرورش Tempus TACIS (1999-2001) تأسیس شده است.
فعالیت این مرکز در سه جهت است:
- چک کردن و تجزیه و تحلیل برنامه‌های درسی؛
- ارزیابی کیفیت تدریس.
- توسعه و ارزیابی پرسنل.

## مدرسه مدیریت پروژه
مرکز مدیریت پروژه به منظور توسعه توانایی مدیریت در پروژه با همکاری BP و شرکای آن تأسیس شده است. مرکز فعالیت خود را در تاریخ ۲۸ ژانویه ۲۰۱۱ آغاز کرده است. اینجا برای سازمان‌های خصوصی، دولتی و بین‌المللی، و همچنین به عنوان نمایندگان کسب و کار محلی باز است. یکی از اهداف مدرسه آن است که، می‌خواهند با کمک معلمان ماهر خارجی در آینده بتوانید در این برنامه طراحی شده برای آموزش کارکنان محلی آموزش دهند.

## مؤسسه اینترنت خزر
سایت www.khazar.orgتوسط مؤسسه اینترنت دانشگاه خزر کنترل می‌شود. آموزش درس برنامه‌نویسی اینترنت در دانشگاه خز، برنامه درس‌های HTML, CSS, PHP، جاوا اسکریپت در این مرکز آموزش داده می‌شود همچنین مسابقات سازمان یافته توسط آذربایجان فضایی اندروید سن ۱ و ۲ پشتیبانی می‌شوند: اندروید سن 1 - http://androidage.hackathonazerbaijan.org/،%5Bپیوند+مرده%5D اندروید سن 2 - http://hackathonazerbaijan.org.

## مشاوره روان‌شناسی و مرکز روان درمانی
این مرکز در سال ۲۰۰۹تأسیس شد و دارای چند هدف است.
- ارائه خدمات روانشناختی به افراد و سازمان‌های مختلف.
- انجام تحقیقات علمی در زمینه‌های مختلف روان‌شناسی، تشکیل کنفرانس‌ها
- ایجاد فرصت برای دانشجویان رشته روان‌شناسی.

مشاوره روان‌شناسی و مرکز روان درمانی، تماس نزدیک خود را با بسیاری از مراکز روانی در اروپا و آمریکا حفظ می‌کند و با پدیده‌های جدید در این زمینه را پیگیری می‌کند.

## مراکز منطقه‌ای
مرکز تحقیقات اتحادیه اروپا (EU)، مطالعات ایران‌شناسی، چین‌شناسی و کوره‌شناسی بخش‌های عمده این مرکز است. در حال حاضر این دانشگاه در روند ایجاد مرکز مطالعات جهانی اسلامی است. مرکز تحقیقات اتحادیه اروپا در چارچوب پروژه اتحادیه اروپا TEMPUS تأسیس شد. این مرکز برای دانشجویان و دانش پژوهان در انجام تحقیقات در زمینه مطالعات اروپا طراحی شده است. مرکز ایران‌شناسی توسط رایزنی فرهنگی سفارت جمهوری اسلامی ایران در باکو تأسیس شده و به دانشجویان و پژوهشگران که در راه تحقیقات ایران هستند امکانات لازم را فراهم می‌کند. از طرف رایزنی فرهنگی ایران به این مرکز کتاب‌ها، تلویزیون و رایانه هم اهدا شده و کتابخانه کوچکی دارای کتاب‌های ادبی، تاریخی و فنون دیگری است. در این مرکز همچنین زبان فارسی نیز تدریس می‌شود. در بخش‌های کوره‌شناسی و چین‌شناسی نیز کتاب و وسایل مربوط به تاریخ و فرهنگشان موجود است.

## رسانه‌ها
از سال ۲۰۰۹ در دانشگاه خزر رادیوی اینترنتی «صدای خزر» فعال است. در رادیو اینترنتی ۲۴ ساعته اخبار در سراسر جهانی، موسیقی ملی و کلاسیک، بحث‌ها و مصاحبه‌ها، برنامه شعر و غیره پخش می‌شود. این رادیو اولین رادیویی دانشگاهی است. مرکز رسانه در این بخش موجود است که در آن مواد صوتی، تصویری و عکس دارد همچنین یک آرشیو عبارت از عکس‌ها و مواد ویدئو نگهداری می‌شود. 

## مرکز نوآوری دانشگاه خزر
هدف اصلی مرکز نوآوری دانشگاه خزر، برای سازماندهی یک نظام روابط متقابل بین دانشگاه و جامعه است. مرکز نوآوری دانشگاه خزر فرصت برای همکاران و شرکت کنندگان در آموزش و پرورش، علوم و کسب و کار برای ایجاد مزیت رقابتی فراهم می‌کند. هدف فعالیت‌ها:
- صنایع با تکنولوژی بالا
- تحقیقات علمی
- مشاوره، طراحی و خدمات پشتیبانی
- آموزش

## مرکز مطالعات مهاجرت
مرکز تحقیقات مهاجرت در چارچوب این پروژه Tempus اتحادیه اروپا تأسیس شد. هدف مرکز انجام پژوهش‌های علمی، تشکیل سازمان آموزش برای محققان، سیاست گذاران، دانشجویان، معلمان و متخصصان با تجربه است. این مرکز همچنین سمینارهای آموزشی، کنفرانس‌ها تشکیل می‌دهد و و نشرها دارد و روابط گرم با تعدادی از موسسات آموزش عالی، سازمان‌های محلی و بین‌المللی دارد.

## سیستم پشتیبانی دانشجویی
اکثر دانشجویان که در دانشگاه تحصیل می‌گیرند در زندگی کم تجربه هستند؛ بنابراین، آن‌ها به پشتیبانی و مشاوره جامع نیاز دارند. برای این منظور، در این دانشگاه انواع برنامه‌های برای حمایت و کمک به دانشجویان موجود است. سیستم پشتیبانی دانشجویی به منظور کمک دانشجویان در زمینه‌های مختلف آموزش و پرورش و امور زندگی تأسیس شده است.
هدف اصلی از این سیستم حمایت از دانشجویان به روش‌های مختلف، توسعه شغلی، تنظیم قوانین دانشجویی، مشاوره، حمایت روانی، و مراقبت‌های ویژه از دانشجویان است.
برای آشنایی دانشجویان دانشگاه به آن‌ها کتاب سرشار از اطلاعات مفید داده می‌شود.
- شورای دانشجویی: سازمان اصلی دانشجوییِ دانشگاهِ خزر است. این شورا، متشکل از رئیس شورای دانشجویی، معاون رئیس و دیگر اعضای دانشجویی است و با قوانین خاص خود اداره می‌شود.
- زندگی: خدمات مسکن دانشگاه خزر به معلمان و مهمانان خارجی در پیدا کردن منزل کمک می‌کنند. قبل از آمدن آن‌ها اطلاعات راجع به شهر ما، منازل و قیمت منازل می‌دهند، بعد از رسیدن به باکو استقبال کرده به خانه‌های اجاره شده می‌برند. این سیستم در دیگر مشکلات هم از مهمانان پشتیبانی می‌کنند.
- بوفه: تمام کارکنان دانشگاه و دانشجویان در بوفه دانشگاه غذا می‌خورند. محیط‌های اغذیه فروشی، به جز یکشنبه‌ها، ۶ روز در هفته در خدمات دانشجویان و کارکنان است. در روزهای ویژه بخصوص کنفرانس‌ها، جلسات، و غیره روزهای یکشنبه هم رستوران باز می‌شود.
- خدمات کامپیوتر: این خدمت برای استفاده اعضای هیئت علمی، کارکنان و دانشجویان در نظر گرفته شده است. در این دانشگاه ده اتاق کامپیوتر یعنی آزمایشگاه کامپیوتر افتتاح شده است. این بالاترین ارقام در موسسات آموزش عالی مناطق مرزی می‌باشد. علاوه بر تمام ساختمان‌ها اینترنت وای-فای با سرعت بالا دارد.
- مرکز کمک‌های پزشکی: این مرکز جز از روزهای شنبه و یک شنبه از نه صبح تا ۱۸ در خدمت همه دانشجویان و کارکنان است. در این مرکز معمولاً خدمات سرپایی اولیه، تزریق واکسن و کمک‌های اولیه دارد. علاوه برین مرکز مشاوره روانی و روان درمانی نیز در این دانشگاه فعال است.

## روابط بین‌المللی و پروژه‌ها
زبان آموزشی در دانشگاه خزر زبان انگلیسی است و از سیستم تحصیلاتی، دست‌آوردها و سنت‌های دانشگاه‌های کشورهای پیشرفته دنیا بهره‌مند است. به دلیل دعوت متخصصان از کشور خارج، و همچنین ارسال معلمان و دانشجویان به کشورهای خارج نسبت به دیگر دانشگاه‌ها برتری دارد.
دانشگاه خزر روابط بین‌المللی خود را د دو جهت، دانشگاهی و غیر دانشگاهی پیش می‌برد:
جهت اول- دانشگاه‌ها، دانشکده‌ها، مؤسسات و سایر نهادهای آموزشی و علمی
جهت دوم- سازمان‌ها و شرکت‌ها
دانشجویان در شمال آمریکا، غرب، مرکز و شرق اروپا، کشورهای میانه و خاور دور تحصیل کرده و تعداد از دانشجویان در حال حاضر تحصیلات خود را ادامه می‌دهند. اکثر اساتید و معلمین این دانشگاه در کشورهای خارج تحصیل کرده یا مشغول کار بوده‌اند. علاوه بر برنامه‌های مبادله، تعدادی از استادان و دانشجویان این دانشگاه، استادان و دانشجویان مقطع دکترا از منابع مالی بین‌المللی مختلف بهره‌مند شده در دانشگاه‌های شناخته شده جهان کارآموزی طولانی یا میان مدت می‌گذارانند یا ادامه تحصیل می هدند. استادان و دانشجویان مقطع دکترا همچنین در کشورهای مختلف آموزش دیده یا در کنفرانس‌ها و سمینارهای علمی شرکت کردند. در چارچوب این برنامه‌های همکاری و همچنین صدها نفر از متخصصان خارجی به دانشگاه خزر آمده‌اند.
دانشگاه خزر عضو چند دانشگاه بین‌المللی و محلی، انجمن‌ها و سازمان‌های دیگر است. به عنوان مثال:
```
انجمن دانشگاه‌های اروپا (EUА – European University Assosiation);
```

شبکه دانشگاه‌های دریای سیاه ((BSUN – Black Sea Universities Network;
انجمن دانشگاه‌های کشورهای منطقه دریای خزر(CRCUA – Caspian Region Countries Universities Association);
انجمن دانشگاه‌های اوراسیا:
انجمن مهندسان نفت، (SPE – Society of Petroleum Engineers);
کنسرسیوم بین‌المللی قفقاز برای همکاری در آموزش و پرورش، (CICAC – Caucasus International Consortium for Academic Cooperation);
سازمان بهداشت جهانی، (World Health Оrganization);
راهنمای بین‌المللی آموزش پزشکی، (IMED – International Medical Education Directory) و غیره.
دانشگاه خزر با TACIS-TEMPUS، اراسموس، بنیاد اوراسیا، بنیاد سوروس، کانون وکلای آمریکا، IREX، فولبرایت، BP، استات اویل، شرکت دولتی نفت جمهوری آذربایجان، بنیاد صلح Sasakawa، بنیاد ژاپن، وزارت امور خارجه آمریکا، بانک جهانی، بانک توسعه آسیا، دولت نروژ، UNESCO و سازمان‌های دیگر با طیف برنامه گسترده همکاری می‌کند.
سخنرانی سفرا، دیپلمات‌های عالی‌رتبه و کارمندان بالا مقام در دانشگاه خزر یکی از سنت‌های خوب این دانشگاه است.

## فارغ التحصیلان
فارغ التحصیلان و دانشجویان سال بالا عمدتاً در شرکت‌های خارجی و همچنین سازمان‌های دولتی و خصوصی با حقوق بالا کار می‌کنند. با مرکز مطالعه حرفه‌ای دانشگاه مشغول این کار است. دانشجویان دانشگاه و فارغ التحصیلان در دانشگاه‌های شناخته شده خارجی ادامه تحصیل می‌دهند و همچنین فرصت کافی برای کار در کشورهای خارجی فراهم می‌کند.
تا کنون، بیش از ۲۰۰۰ فارغ التحصیلان این دانشگاه به دست آورد تخصص‌های مورد نظر خود در آذربایجان و خارج از مرزهای خود با موفقیت تحصیل خود را ادامه می‌دهند و کار می‌کنند.
«فارغ التحصیلان خزر» در معتبرترین موسسات، مانند - دفتر اجرایی رئیس‌جمهور جمهوری آذربایجان، مجلس ملی جمهوری آذربایجان، دادگاه قانون اساسی جمهوری آذربایجان، وزارت امور خارجه جمهوری آذربایجان، وزارت مالیات جمهوری آذربایجان، وزارت حمل و نقل جمهوری آذربایجان، وزارت دادگستری جمهوری آذربایجان، وزارت امنیت ملی آذربایجان، وزارت آموزش و پرورش جمهوری آذربایجان، وزارت توسعه اقتصادی آذربایجان، بانک مرکزی جمهوری آذربایجان، و نیز در ایالات متحده، کانادا، مجارستان و دیگر سفارت خانه‌ها، و هیئت دیپلماتیک در کشورهای مختلف، BP و شرکت‌های نفتی دیگر مانند لوک اویل، ارنست و یانگ، قیمت واترهاوس و دیگر سازمان‌های با نفوذ بین‌المللی در حال کار هستند. برخی از فارغ التحصیلان دانشگاه خزر در دانشگاه‌های ایالات متحده، انگلستان، فرانسه، کانادا، ژاپن، کره، چین، اسپانیا، ایتالیا، ترکیه، یونان، پرتغال، بلغارستان، آلمان، نروژ، سوئد و دیگر کشورهای شناخته سطح کارشناسی ارشد و دکترا ادامه می‌دهند.

## ورزش، فرهنگ و هنر در دانشگاه خزر
دانشجویان دانشگاه دررشته‌های مختلف ورزش از جمله فوتبال، والیبال، بسکتبال، شطرنج، کشتی و از هنرهای رزمی (کاراته، جودو، کونگ فو) و غیره شرکت می‌کنند. دانشجویان خزر همچنین در مسابقات منطقه‌ای و بین‌المللی از جمله شرکت کنندگان و برندگان و مسابقات قهرمانی اروپا و جهان شده‌اند.
باشگاه حرفه‌ای فوتبال دانشگاه خزر درسال‌های ۱۹۹۸–۲۰۰۴ در بازی قهرمانی فوتبال حرفه‌ای آذربایجان و مسابقات بین‌المللی، از جمله جام اینترتوتو بازی کردند. در حال حاضر تیم‌های پیشرو در ملی جام باشگاه اینتر باکو تعدادی از بازیگران دانشگاه خزرند.
تیم بسکتبال مردان و زنان در این دانشگاه (تیم بسکتبال دانشگاه) نه تنها در مسابقات آذربایجان، بلکه در مسابقات بین‌المللی کشورهای ایران، گرجستان، روسیه و دیگر شرکت کرده‌اند.

## موزه‌ها و مراکز فرهنگی دانشگاه خزر
گروه موسیقی و هنر دانشگاه خزر همراه با دیگر سازمان‌های مرتبط زندگی فرهنگی دانشگاه را غنی می‌سازد و در اجرای کنسرت و مراسم فارغ‌التحصیلی و سایر برنامه‌ها نقش مهمی بازمی‌کند. در دانشگاه خزر هنرمندان حرفه‌ای و آماتور، گروه کنسرت، نمایشگاه‌ها، تئاتر، کنسرها برگزار می‌کنند و با چهره‌های برجسته هنر ملاقات می‌کنند. بدین ترتیب دانشگاه خزر، یکی از غنی‌ترین مراکز فرهنگی باکو تبدیل شده است.
گروه موسیقی و رقص خزر در اروپا، ترکیه، قطر، و گرجستان و غیره برنامه‌ها اجرا کرده، در مسابقات شرکت کرده و جایزه‌ها گرفتند. این گروه، رقص‌های  سنتی قفقاز، روسی، اسپانیایی، عربی، انگلیسی، ایتالیایی، ایران، ترکیه و دیگر را بلدند.

## موزه‌های دانشگاه

### مرکز لباس ملی
در این مرکز لباس‌های ملی آذربایجان و کشورهای دیگر جمع‌آوری شده است. از لباس‌های دوخته شده دختران و پسران گروه رقص در جشن‌ها استفاده می‌کنند.

### موزه فرش
کارشناسان  چهار مکتب  برجسته قالی بافی، مکتب قوبا - شیروان، قره باغ، تبریز، گنجه - قزاخ، را یاد می‌دهند. موزه فرش دانشگاه به عنوان موزه و کارگاه فعالیت دارد. محصولات موزه، قالی‌های بافته شده کوچک و بزرگ عمدتاً توسط دانشجویان حاضر شده است.

### مرکز طلا و جواهر
در این مرکز دانشجویان روی نقره کار می‌کنند. مرکز همچنین نقش آزمایشگاه را نیز ایفا می‌کند.

### موزه عروسکی
در این موزه عروسک‌های آذربایجان و جهان موجود است. عروسک‌ها موزه توسط طاهره اسکندراوا جمع‌آوری و به این مجموعه اهدا شده است.

### سالن کنسرت دنیا
دانشگاه خزر آمفی‌تئاتر و سالن کنفرانس با گنجایش ۲۸۵ نفری به نام «دنیا» دارد. در اینجا برنامه‌های متعددی، از جمله:
برنامه‌های مربوط به کلاسیک‌ها و متخصصین علم و هنر.
```
* کنفرانس‌های علمی.
* جلسات علم، ادبیات و هنر.
```

- اجرای تئاتر.
- رقص ملی و رقص مردم جهان.
- برنامه‌های کنسرت و تئاتر دانشجویان و دانش‌آموزان.
- برنامه‌های موسیقی با حضور خوانندگان مشهور مقام و خوانندگان موسیقی کلاسیک.
- کنسرت و اجرای برنامه توسط هنرمندان کشورهای مختلف.

تعدادی از سازمان‌های مختلف بین‌المللی و سفارتخانه‌ها ترجیح می‌دهند برنامه‌های خود را در این سالن برگزار کنند.

## انتشارات و چاپ
انتشارات دانشگاه خزر کتاب‌های دانشگاه‌ها، مجلات و سایر محصولات، و همچنین مراجعه‌های خارج از دانشگاه را، ارزیابی کرده و چاپ می‌کنند.
در این نشریات کتاب، مقالات، مقالات کنفرانس‌ها، مجلات، تحقیق، پروژه ترجمه (به زبان انگلیسی و زبان‌های دیگر) برای دانشگاه چاپ می‌شود.
انتشارات و چاپ دانشگاه خزر در تعدادی از نمایشگاه‌ها، در برنامه‌های آموزش خارج از کشور شرکت کرده‌اند.

## نشریه‌ها
در دانشگاه خزر جند مجله علمی منتشر می‌شود:
- مجله «خزر خبر» یک بار در ماه به سه زبان (انگلیسی، روسی و انگلیسی) منتشر می‌شود.
- مجله «علوم انسانی و اجتماعی خزر» مجله علمی (Khazar Journal of Humanities and Social Sciences)
- مجله «باستان‌شناسی آذربایجان» - مجله علمی
- مجله «ریاضیات خزر» - مجله علمی (Khazar Journal of Mathematics)